# Guarda mayor de Palacio

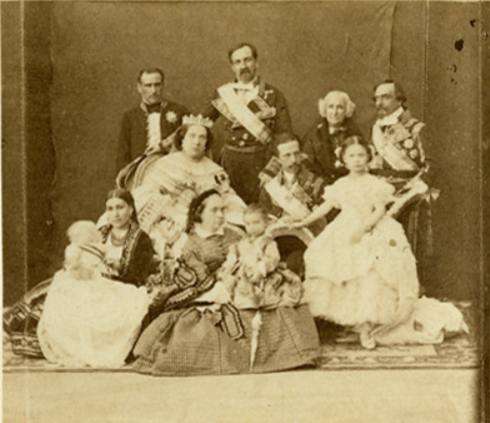
En el centro de la fila inferior de la imagen, Inés Blake, guarda mayor de Palacio sostiene a Alfonso XII de España niño, rodeados por Isabel II y su familia. (J. Laurent, 1860)

Guarda mayor de Palacio (también Guarda mayor de las damas) fue un cargo palatino de la corte española, encargado de vigilar a la servidumbre femenina.

## Historia
Existió desde, al menos, principios del siglo XVI. Así Antonio de Herrera en su historia de Felipe II, dice:
Iba detrás la Guarda mayor de Palacio en una hacanea
En 1740 fue nombrada Guarda mayor de Palacio a la II marquesa de la Floresta, Ignacia de Gay Perellós de Aragón y Peñalosa.
La última Guarda mayor de Palacio de quien se tiene noticia fue Inés Blake, quien había sido nombrada por Isabel II en 1860 y falleció en 1866. Anteriormente había sido teniente de aya al servicio de Isabel II y su hermana Luisa Fernanda en su infancia.

## Descripción
El cargo dependía directamente de la Camarera Mayor, y su titular era escogida entre las servidoras de la reina conocidas como Señoras de Honor. 

De acuerdo con el Diccionario de Autoridades, publicado por la Real Academia Española en 1734), guarda mayor:
Se llama en Palacio la Señora de honor, a cuyo cargo está la guarda y custódia de todas las mugeres que habitan en Palacio.
Asimismo el Diccionario de Autoridades considera que su traducción al latín es: Regiarum asseclarum foemina custos.
Era considerado un honor que los matrimonios del personal subalterno de la Casa de la Reina se celebraran en su cuarto.Bajo su cuidado se encontraba:
la doctrina y buenas costumbres.
Era la encargada de asegurar que no existían huecos o puertas sin guardar de donde pudieran salir las mujeres que servían en la Casa Real. En caso de hallar faltas en ese sentido, debía de comunicarlas al Mayordomo mayor.